# Vegas do Seo
Vegas do Seo es una localidad española perteneciente al municipio de Barjas, en la provincia de León, comunidad autónoma de Castilla y León.

## Geografía

### Ubicación
| Noroeste: Busmayor   | Norte: Barjas | Noreste: Barjas     |
| Oeste: Quintela      |               | Este: Corporales    |
| Suroeste Villarrubín | Sur: Oencia   | Sureste: Corporales |

## Demografía
Evolución de la población
| Gráfica de evolución demográfica de Vegas do Seo entre 2000 y 2023 |
|                                                                    |
| Población de derecho (2000-2023) según el padrón municipal del INE |